# 128 км (зупинний пункт, Придніпровська залізниця)
128 кіломе́тр — пасажирський зупинний пункт Дніпровської дирекції Придніпровської залізниці на лінії Верхівцеве — Запоріжжя-Кам'янське за 5 км на захід від станції Верхньодніпровськ. Розташований в селі Воєводівка Кам'янського району Дніпропетровської області.

## Пасажирське сполучення
На платформі зупиняються приміські електропоїзди сполучення Дніпро-Головний — Кривий Ріг та Дніпро-Головний — П'ятихатки-Пасажирські / П'ятихатки.